# Muzeul Petrolului

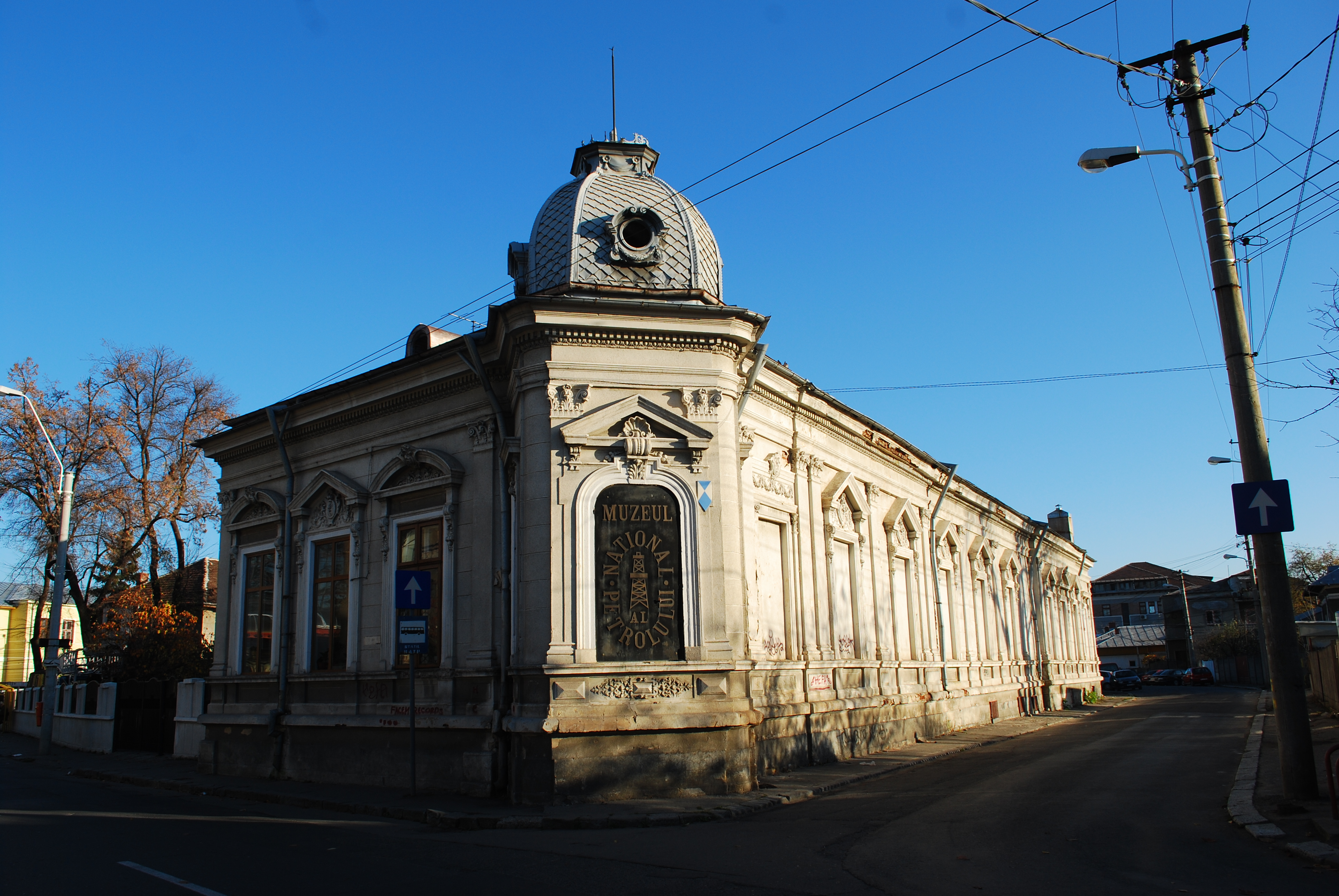
Muzeul Național al Petrolului

Muzeul Național al Petrolului din Ploiești a fost inaugurat la 8 octombrie 1961, ca urmare a sărbătoririi centenarului industriei petroliere românești, în 1857. Este printre singurele muzee de acest fel din țară (următoarele fiind cele de la Zemeș și Moinești) și din Europa. Găzduit de un frumos edificiu care a permis amenajarea unor săli și cu o curte care a fost transformată într-o expoziție în aer liber. Patrimoniul muzeului a crescut de la 800 piese în 1961, la peste 8.000 în 1994. 
Muzeul este administrat de Ion Ștefănescu.
În muzeu pot fi văzute exponate de mare interes istoric și documentar:
- o hecnă (o găleată mai mare) acționată de cal;
- macheta primei sonde cu foraj mecanic din România (Târgu Ocna);
- macheta „fabricii de gaz” din 1856 a fraților Mehedințeanu de la bariera Râfov;
- unelte și lămpi de miner din secolul al XIX-lea;
- felinare cu petrol din București;
- utilaje de foraj din lemn sau metalice din secolul al XIX-lea;
- panouri exemplificând sistemul de solventare selectivă cu dioxid de sulf, inventat de Lazăr Edeleanu, și aplicat în întreaga lume;
- istoricul fabricării parafinei, uleiului, benzinelor;
- hărți geologice, mostre mineralogice, diplome, medalii, fotografii aparținând unor personalități din domeniu: Gregoriu Ștefănescu, Grigore Cobălcescu, Ludovic Mrazec, Valeriu Patriciu, Ion Tănăsescu, Virgiliu Tacit, Ion Basgan, Andrei Dragulănescu, Lazăr Edeleanu, Nicolae Debie.

În patrimoniul Muzeului Național al Petrolului se găsește un fond foarte bogat care cuprinde brevete de invenție, lucrări științifice, albume, peste 300 de scrisori-autografe și circa 100 de fotografii document ale lui Lazăr Edeleanu.
Lazăr Edeleanu a fost fondatorul petrochimiei românești și universale. S-au scris peste 80 de lucrări despre marele savant supranumit „fondatorul petrochimiei românești și universale”, lucrări apărute atât în România, cât și în alte țări precum: Germania, Anglia, Franța.